# Nahiya
Il termine Nahiya o Nahia (in arabo ناحية‎?, DMG Nāḥiya) connotava un'unità amministrativa minore negli Stati arabi e nell'Impero ottomano. 
Tali distretti includevano un certo numero di villaggi e talvolta una cittadina. Quando essi raggiungevano una certa consistenza numerica, finivano col costituire nell'Impero ottomano una provincia, come un Sanjak, e un governatorato in Giordania (muḥāfaẓa).